# Championnats du monde juniors d'athlétisme 1994
Navigation
Édition précédente Édition suivante
Les 5es Championnats du monde juniors d'athlétisme ont eu lieu du 20 au 24 juillet 1994 à Lisbonne, au Portugal.

## Résultats

### Hommes
| Épreuves          | Or                                                                              | Argent                                                                          | Bronze                                                                         |
| 100 m             | Deji Aliu (NGA) 10 s 21                                                         | Jason Gardener (GBR) 10 s 25                                                    | Deworski Odom (USA) 10 s 26                                                    |
| 200 m             | Tony Wheeler (USA) 20 s 62                                                      | Deji Aliu (NGA) 20 s 88                                                         | Ian Mackie (GBR) 20 s 95                                                       |
| 400 m             | Michael McDonald (JAM) 45 s 83                                                  | Ramon Clay (USA) 46 s 13                                                        | Shaun Farrell (NZL) 46 s 31                                                    |
| 800 m             | Paul Byrne (AUS) 1 min 47 s 42                                                  | Japheth Kimutai (KEN) 1 min 48 s 22                                             | Alain Miranda (CUB) 1 min 48 s 24                                              |
| 1 500 m           | Julius Achon (UGA) 3 min 39 s 78                                                | André Bucher (SUI) 3 min 40 s 46                                                | Philip Mosima (KEN) 3 min 41 s 09                                              |
| 5 000 m           | Daniel Komen (KEN) 13 min 45 s 37                                               | Habte Jifar (ETH) 13 min 49 s 70                                                | Giuliano Battocletti (ITA) 13 min 51 s 16                                      |
| 10 000 m          | Daniel Komen (KEN) 28 min 29 s 74                                               | Kenji Takao (JPN) 28 min 55 s 24                                                | 29 min 0 s 55                                                                  |
| 20 km             | Clodoaldo da Silva (BRA) 1 h 3 min 21                                           | Carlos García (ESP) 1 h 3 min 38                                                | Antonello Landi (ITA) 1 h 3 min 40                                             |
| 110 m haies       | Frank Busemann (GER) 13 s 47                                                    | Dudley Dorival (USA) 13 s 65                                                    | Darius Pemberton (USA) 13 s 93                                                 |
| 400 m haies       | Hennadiy Horbenko (UKR) 50 s 56                                                 | Miklós Róth (HUN) 50 s 85                                                       | Noel Levy (GBR) 50 s 94                                                        |
| 3 000 m steeple   | Paul Chemase (KEN) 8 min 31 s 51                                                | Julius Chelule (KEN) 8 min 33 s 64                                              | Yarba Lakhal (MAR) 8 min 34 s 42                                               |
| 10 km marche      | Jorge Segura (MEX) 40 min 26 s 93                                               | Yevgeniy Shmalyuk (RUS) 40 min 32 s 72                                          | Artur Meleshkevich (RUS) 40 min 35 s 52                                        |
| 4 × 100 m         | Royaume-Uni Jason Gardener Julian Golding Ian Mackie Trevor Cameron 39 s 60     | États-Unis Deworski Odom Tony Wheeler Pat Johnson Toya Jones 39 s 76            | Canada Carlton Chambers Dave Tomlin Chris Robinson Eric Frempong-Manso 39 s 90 |
| 4 × 400 m         | États-Unis Desmond Johnson Tony Wheeler Milton Campbell Ramon Clay 3 min 3 s 32 | Jamaïque Rohan McDonald Davian Clarke Mario Watts Michael McDonald 3 min 4 s 12 | Royaume-Uni Guy Bullock Nick Budden Noel Levy Mark Hylton 3 min 6 s 59         |
| Saut en hauteur   | Jagan Hames (AUS) 2,23 m                                                        | Antoine Burke (IRL) 2,20 m                                                      | Mika Polku (FIN) 2,20 m                                                        |
| Triple saut       | Onochie Achike (GBR) 16,67 m                                                    | Leonard Cobb (USA) 16,65 m                                                      | Ronald Servius (FRA) 16,55 m                                                   |
| Saut en longueur  | Gregor Cankar (SVN) 8,04 m                                                      | Bogdan Tarus (ROU) 8,01 m                                                       | Shigeru Tagawa (JPN) 7,85 m                                                    |
| Saut à la perche  | Viktor Chistyakov (RUS) 5,60 m                                                  | Dmitriy Markov (BLR) 5,50 m                                                     | Taoufik Lachheb (FRA) 5,30 m                                                   |
| Lancer du poids   | Adam Nelson (USA) 18,34 m                                                       | Andreas Gustafsson (SWE) 17,95 m                                                | Ville Tiisanoja (FIN) 17,90 m                                                  |
| Lancer du disque  | Frantz Kruger (RSA) 58,22 m                                                     | Julio Piñero (ARG) 57,80 m                                                      | Timo Sinervo (FIN) 56,76 m                                                     |
| Lancer du marteau | Szymon Ziółkowski (POL) 70,44 m                                                 | Ihor Tuhay (UKR) 70,08 m                                                        | Sergey Vasilyev (RUS) 66,14 m                                                  |
| Lancer du javelot | Marius Corbett (RSA) 77,98 m                                                    | Matti Närhi (FIN) 74,92 m                                                       | Isbel Luaces (CUB) 72,82 m                                                     |
| Décathlon         | Benjamin Jensen (NOR) 7 676 points                                              | Klaus Isekenmeier (GER) 7 298 points                                            | Glenn Lindqvist (FIN) 7 288 points                                             |

### Femmes
| Épreuves          | Or                                                                                     | Argent                                                                              | Bronze                                                                                      |
| 100 m             | Sabrina Kelly (USA) 11 s 36                                                            | Aspen Burkett (USA) 11 s 40                                                         | Philomena Mensah (GHA) 11 s 43                                                              |
| 200 m             | Heide Seÿerling (RSA) 22 s 80                                                          | LaKeisha Backus (USA) 22 s 86                                                       | Tatyana Tkalich (UKR) 23 s 35                                                               |
| 400 m             | Olabisi Afolabi (NGA) 51 s 97                                                          | Monique Hennagan (USA) 52 s 25                                                      | Hana Benešová (CZE) 52 s 60                                                                 |
| 800 m             | Mioara Cosulianu (ROU) 2 min 04 s 95                                                   | Jackline Maranga (KEN) 2 min 05 s 05                                                | Kutre Dulecha (ETH) 2 min 05 s 17                                                           |
| 1 500 m           | Anita Weyermann (SUI) 4 min 13 s 97                                                    | Marta Domínguez (ESP) 4 min 14 s 59                                                 | Atsumi Yashima (JPN) 4 min 15 s 84                                                          |
| 3 000 m           | Gabriela Szabo (ROU) 8 min 47 s 40                                                     | Susie Power (AUS) 8 min 56 s 93                                                     | 8 min 59 s 34                                                                               |
| 10 000 m          | Yoko Yamazaki (JPN) 32 min 34 s 11                                                     | Jackline Okemwa (KEN) 33 min 19 s 51                                                | Jebiwot Keitany (KEN) 33 min 35 s 98                                                        |
| 100 m haies       | Kirsten Bolm (GER) 13 s 26                                                             | LaTasha Colander (USA) 13 s 30                                                      | Diane Allahgreen (GBR) 13 s 31                                                              |
| 400 m haies       | Ionela Târlea (ROU) 56 s 25                                                            | Virna De Angeli (ITA) 56 s 93                                                       | Emma Holmqvisty (SWE) 57 s 23                                                               |
| 4 × 100 m         | Jamaïque Tulia Robinson Beverley Langley Kerry-Ann Richards Astia Walker 44 s 01       | Allemagne Sandra Roos Gabriele Becker Sandra Görigk Esther Möller 44 s 78           | Royaume-Uni Diane Allahgreen Susan Williams Sinead Dudgeon Rebecca Drummond 45 s 08         |
| 4 × 400 m         | États-Unis Cicely Scott Monique Hennagan Michelle Brown Jowanna McMullen 3 min 32 s 08 | Roumanie Marinella Mircea Lavinia Miroiu Andrea Burlacu Ionela Tirlea 3 min 36 s 59 | Allemagne Susanne Merkel Claudia Angerhausen Ivonne Teichmann Ulrike Urbansky 3 min 36 s 65 |
| 5 km marche       | Irina Stankina (RUS) 21 min 05 s 41                                                    | Susana Feitor (POR) 21 min 12 s 87                                                  | Natalya Trofimova (RUS) 21 min 24 s 71                                                      |
| Saut en longueur  | Yelena Lysak (RUS) 6,72 m                                                              | Heli Koivula (FIN) 6,64 m                                                           | Ingvild Larsen (NOR) 6,39 m                                                                 |
| Saut en hauteur   | Olga Kaliturina (RUS) 1,88 m                                                           | Kajsa Bergqvist (SWE) 1,88 m                                                        | Amy Acuff (USA) Lenka Riháková (SVK) 1,88 m                                                 |
| Triple saut       | Yelena Lysak (RUS) 14,43 m                                                             | Ren Ruiping (CHN) 14,36 m                                                           | Tatyana Lebedeva (RUS) 13,62 m                                                              |
| Lancer du poids   | Cheng Xiaoyan (CHN) 18,76 m                                                            | Yumileidi Cumbá (CUB) 18,09 m                                                       | Claudia Mues (GER) 17,07 m                                                                  |
| Lancer du disque  | Corrie de Bruin (NED) 55,18 m                                                          | Sabine Sievers (GER) 54,86 m                                                        | Suzy Powell (USA) 52,62 m                                                                   |
| Lancer du javelot | Taina Uppa (FIN) 59,02 m                                                               | María Caridad Álvarez (CUB) 58,26 m                                                 | Réka Kovács (HUN) 55,88 m                                                                   |
| Heptathlon        | Kathleen Gutjahr (GER) 5 918 points                                                    | Regla Cárdenas (CUB) 5 834 points                                                   | Ding Ying (CHN) 5 785 points                                                                |

## Tableau des médailles
| Rang  | Nation           | Or | Argent | Bronze | Total |
| ----- | ---------------- | -- | ------ | ------ | ----- |
| 1     | États-Unis       | 5  | 8      | 4      | 17    |
| 2     | Russie           | 5  | 1      | 3      | 9     |
| 3     | Kenya            | 3  | 4      | 3      | 10    |
| 4     | Allemagne        | 3  | 3      | 2      | 8     |
| 5     | Roumanie         | 3  | 2      | 0      | 5     |
| 6     | Afrique du Sud   | 3  | 0      | 0      | 3     |
| 7     | Royaume-Uni      | 2  | 1      | 5      | 8     |
| 8=    | Australie        | 2  | 1      | 0      | 3     |
| 8=    | Nigeria          | 2  | 1      | 0      | 3     |
| 10    | Jamaïque         | 2  | 1      | 0      | 3     |
| 11    | Finlande         | 1  | 2      | 4      | 7     |
| 12    | Japon            | 1  | 1      | 3      | 5     |
| 13=   | Chine            | 1  | 1      | 1      | 3     |
| 13=   | Ukraine          | 1  | 1      | 1      | 3     |
| 15    | Suisse           | 1  | 1      | 0      | 2     |
| 16    | Norvège          | 1  | 0      | 1      | 2     |
| 17=   | Brésil           | 1  | 0      | 0      | 1     |
| 17=   | Mexique          | 1  | 0      | 0      | 1     |
| 17=   | Pays-Bas         | 1  | 0      | 0      | 1     |
| 17=   | Pologne          | 1  | 0      | 0      | 1     |
| 17=   | Slovénie         | 1  | 0      | 0      | 1     |
| 17=   | Ouganda          | 1  | 0      | 0      | 1     |
| 23    | Cuba             | 0  | 3      | 2      | 5     |
| 24    | Suède            | 0  | 2      | 1      | 3     |
| 25    | Espagne          | 0  | 2      | 0      | 2     |
| 26    | Italie           | 0  | 1      | 2      | 3     |
| 27=   | Biélorussie      | 0  | 1      | 1      | 2     |
| 27=   | Éthiopie         | 0  | 1      | 1      | 2     |
| 27=   | Hongrie          | 0  | 1      | 1      | 2     |
| 30=   | Argentine        | 0  | 1      | 0      | 1     |
| 30=   | Irlande          | 0  | 1      | 0      | 1     |
| 30=   | Portugal         | 0  | 1      | 0      | 1     |
| 33    | France           | 0  | 0      | 2      | 2     |
| 34=   | Canada           | 0  | 0      | 1      | 1     |
| 34=   | Tchécoslovaquie  | 0  | 0      | 1      | 1     |
| 34=   | Ghana            | 0  | 0      | 1      | 1     |
| 34=   | Maroc            | 0  | 0      | 1      | 1     |
| 34=   | Nouvelle-Zélande | 0  | 0      | 1      | 1     |
| 34=   | Slovaquie        | 0  | 0      | 1      | 1     |
| Total | Total            | 42 | 42     | 43     | 124   |